# Chaetococcus phragmitis
Chaetococcus phragmitis är en insektsart som först beskrevs av Élie Marchal 1909.  Chaetococcus phragmitis ingår i släktet Chaetococcus och familjen ullsköldlöss. Inga underarter finns listade i Catalogue of Life.